# Robot Formule 1
Vous pouvez aider à l'améliorer ou bien discuter des problèmes sur sa page de discussion.
- Il ne cite pas suffisamment ses sources. Vous pouvez indiquer les passages à sourcer avec {{référence nécessaire}} ou {{Référence souhaitée}}, et inclure les références utiles en les liant aux notes de bas de page. (Marqué depuis avril 2025)
- Il est orphelin : moins de trois articles lui sont liés. Aidez à ajouter des liens en plaçant le code [[Robot Formule 1]] dans les articles relatifs au sujet. (Marqué depuis avril 2025)

- Archive Wikiwix
- Bing
- Cairn
- DuckDuckGo
- E. Universalis
- Gallica
- Google
- G. Books
- G. News
- G. Scholar
- Persée
- Qwant
- (zh) Baidu
- (ru) Yandex
- (wd) trouver des œuvres sur Wikidata

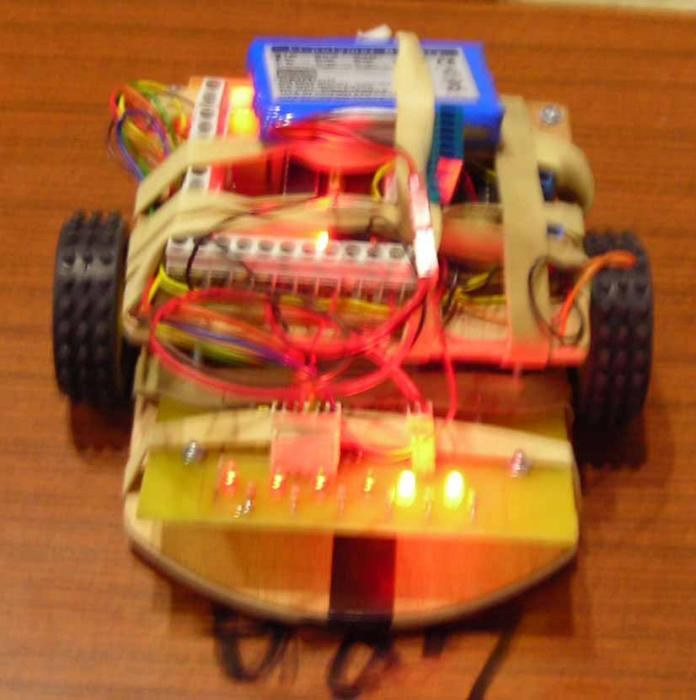
Robot mefi te des 62 présent lors du Tournoi national de robots en 2008

Les robots Formule 1 ressemblent beaucoup aux robots suiveur de ligne, ce sont des robots autonomes qui suivent une ligne en forme de 8 (la ligne ne se coupe pas car il a un petit pont au milieu).

## Dimension du robot
Les dimensions maximales du robot sont : 
- 20 cm de large
- 30 cm de long
- 15 cm de haut

## La piste
Chaque piste est constituée de 2 lignes noires, et 2 lignes rouges. Le robot peut être placé n'importe où au départ (au milieu, sur une ligne...), mais ne peut pas mordre sur les lignes rouges, sous peine d'élimination. 

## Tournois et concours
En France il n'existe qu'un seul événement, le tournoi national de robots qui est à la base un tournoi de robot mini sumo autonome. Ce tournoi est ouvert à tous.
En Espagne il existe un événement, « Alcabot/Hispabot », auquel les fribotte ont participé.